# Енріке да Роше Ліма
Енрі́ке да Ро́ше Лі́ма (порт. Henrique da Rocha Lima; також нерідко його прізвище передають як да Роха Ліма, да Рохе Ліма, Роха-Ліма, Роша-Ліма; 24 листопада 1879, Ріо-де-Жанейро, Бразилія — 12 квітня 1956, Сан-Пауло) — бразильський лікар-інфекціоніст, патофізіолог, доктор медицини, професор, відомий своєю роботою по вивченню збудника епідемічного висипного тифу, якого він виділив у чистій культурі.

## Біографія

### Ранні роки
Син Енріке Карлуша да Роше Ліма і Гермізілії Кассії. Спочатку навчався в коледжі (порт. Colégio Progresso) в Ріо-де-Жанейро, потім у коледжі Сент-Вінсент де Поль у Петрополісі, та зрештою повернувся назад до Ріо-де-Жанейро, де закінчив навчальний заклад «Школа Кандідо Лаго» (порт. Escola Cândido Lago).

### Вища освіта
Вступив до Медичної школи в Ріо-де-Жанейро. Під час навчання часто відвідував інститут Освальда Круза в Мангіньосі, де мав плідні зустрічі з директором інституту Крузом і внаслідок цього вибрав для подальшої медичної діяльності інфекційні хвороби і патологічну фізіологію. 1901 року да Роше Ліма захистив дисертацію на тему «Спленомегалія при гострих інфекціях». Незабаром після цього, в 1902 році поїхав до Німеччини, де відвідав кілька курсів у межах навчальної програми з медицини. Працював у мікробіологічних лабораторіях Берлінського інституту гігієни та патології.

### Становлення науковця
Енріке повернувся до Бразилії у 1902 році і разом із Адольфо Лутцем, Карлусом Шагасом, Алкідесом Годоєм та іншими дослідниками в галузі мікробіології, імунології та інфекційних захворювань приєдналися до Освальдо Круза в розбудові інституту в Мангіньосі (передмістя Ріо-де-Жанейро). 1908 року цей інститут було перейменовано в Інститут Освальдо Круза на честь його засновника і першого директора. 1905 року да Роше Ліма присуджено ступінь доктора медицини в Медичній школі в Ріо-де-Жанейро. Йому було всього двадцять чотири роки, коли він став професором патології в цій медичній школі. Пропрацював там 6 років. Разом з Алкідесом Годоєм та Карлусом Шагасом вони створили одну з перших вакцин проти чуми. Тоді ж відомі науковці Станіслав фон Провасек і Густав Гімза впродовж 6 місяців викладали в інституті в Мангіньосі для його співробітників наукові курси. Саме тоді да Роше Ліма познайомився з Провасеком та став його учнем. Тоді ж Енріке почав вивчати клінічні прояви і патологоанатомічні зміни в хворих на жовту гарячку. Його дані про неї були переконливими, але певний час їх не сприйняли науковці Бразилії, проте 1905 року після втручання бюро соціальної гігієни Джона Рокфеллера значення роботи да Роше Ліма було відновлено. 1906 року да Роше Ліма дослідив збудника гістоплазмоза і довів, що він є патогенним грибком.

### Робота в Німеччині
У 1906 році вдруге вирушив до Німеччини, щоб працювати з професором Германом Дюрком в Єнському університеті асистентом професора. Він став одним з тих науковців, хто сприяли науковому успіху Бразилії в XIV Міжнародному конгресі гігієни і демографії, а також у виставці гігієни, яка проходила в Берліні в 1907 році. Бразилія виграла золоту медаль й інститут Мангіньоса став всесвітньо відомим. У вересні 1909 року да Роше Ліма було призначено на посаду керівника нового відділу патології в Інституті суднових і тропічних хвороб («Institut für Schiffs- und Tropenkrankheiten») у Гамбурзі. Цей інститут було пізніше перейменовано в Інститут тропічної медицини імені Бернгарда Нохта на честь свого засновника. Да Роше Ліма залишався в Гамбурзі до грудня 1927 року.

### Відкриття збудника епідемічного висипного тифу
У Гамбурзі да Роше Ліма працював разом із Станіславом фон Провасеком, і разом вони описали збудника епідемічного висипного тифу. Надалі да Роше Ліма виділив його в чистій культурі. 1914 року вони разом провели дослідження епідемії цієї хвороби в Стамбулі, куди їх направив німецький уряд для вивчення цієї хвороби. Після цього відрядження він деякий час працював у військовому госпіталі в Гамбурзі. 1915 року відбулось чергове відрядження разом із Провасеком. Там вони обидва заразилися на епідемічний висипний тиф під час роботи в тюремній лікарні в Котбусі вивчаючи спалах хвороби серед російських військовополонених. Провасек помер від тифу 17 лютого 1915 року, а да Роше Ліма видужав.
1916 року да Роше Ліма згрупував мікроорганізми у порядок Rickettsiales і назвав об'єднувальну їх родину Rickettsiaceae і рід Rickettsia на честь американського бактеріолога Говарда Тейлора Рікеттса, який відкрив першого представника цього роду. Да Роше Ліма також назвав збудника епідемічного висипного тифу Rickettsia prowazekii на честь Рікеттса та його вчителя і друга Провасека, про що доповів на німецькому конгресі з внутрішньої медицини, який проходив 1-2 травня 1916 року в Берліні. Хоча тоді німецький лікар Г. Тепфер виказав претензії до да Роше Ліма стосовно своєї першості у відкритті збудника епідемічного висипного тифу, але да Роше Ліма це надалі успішно спростував, попри спроби деяких німецьких дослідників стати на бік Тепфера аби визнати пріоритет Німеччини, як країни, якій належить як першовідкривач, так і відкриття. Нині вважається, що да Роше Ліма описав збудника в чистій культурі раніше на декілька місяців від Тепфера.

### Інші наукові здобутки
Пізніше він описав збудника траншейної гарячки Rickettsia quintana (надалі Rochalimea quintana, натепер Bartonella quintana). Назву нематоді Terranova rochalimai Перейра у 1935 році дав на честь да Роше Ліма. У 1917—1918 роках у дослідах на морських свинках да Роше Ліма вперше успішно здійснив запобіжні щеплення проти висипнотифозної інфекції вбитою вакциною з рикетсій, накопичених у шлунку заражених вошей, показавши одночасно нешкідливість такої вакцини для людини. Відомий роботами з проблем жовтої гарячки, траншейної гарячки, американського трипаносомоза (хвороба Шагаса), гістоплазмоза і бластомікоза. Був одним із засновників Гамбургського медичного журналу, увійшла до його редакції в 1923 році. Був відповідальним за сприяння публікацій бразильських дослідників, статей на португальською мовою і оглядах бразильських і південноамериканських місцевих медичних журналів.

### Повернення до Бразилії
Повернувшись до Бразилії у 1928 році да Роше Ліма почав роботу в інституті Освальда Круза, де проводив ґрунтовні дослідження з патологічної гістології нервової системи разом з неврологом Альфонсом Якобом з Гамбурзького університету. Трохи пізніше його призначено на посаду керівника відділу у відкритому 1927 року Інституті біології тварин у Сан-Паоло, який він очолив 1933 року.
Да Роше Ліма взяв участь у розбудові медичної освіти в Школі медицини Пауліста і Університеті Сан-Пауло. Був також президентом Бразильського товариства сприяння розвитку науки.

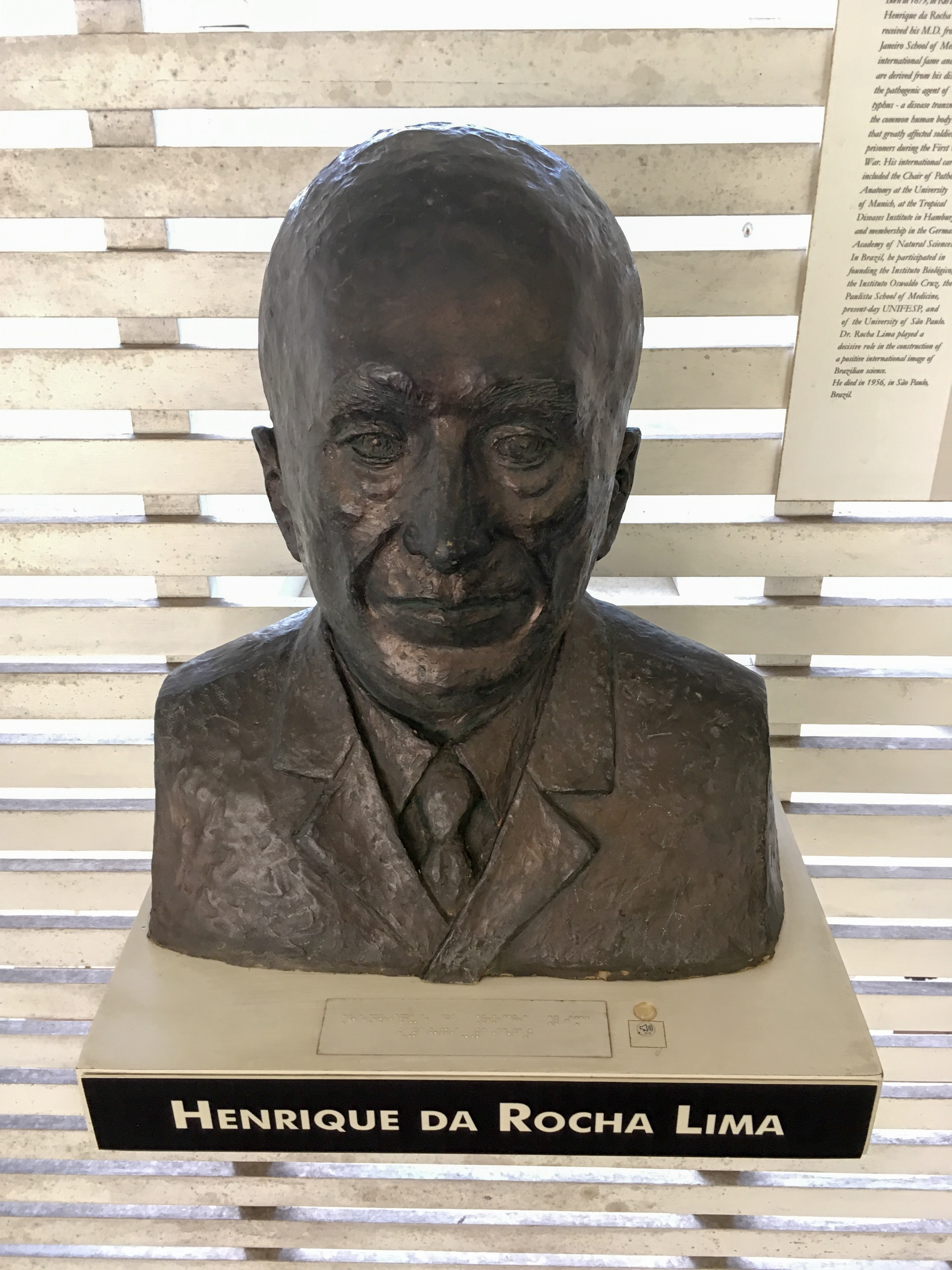
Бюст Енріке да Роше Ліма в інституті Бутантан

### Нагороди
Да Роше Ліма отримав багато наукових нагород і відзнак, зокрема Залізний хрест Німецької імперії від німецького кайзера Вільгельма II за виняткові дослідження, які були пов'язані з серйозним ризиком для життя дослідника, пошану Німецького Червоного Хреста, благодійну медаль Папи Пія XI, медаль за видатні дослідження в області тропічних хвороб імені Бернгарда Нохта (1928 рік), а також членство в Німецькій академії природничих наук. 1952 року йому було присуджено ступінь почесного доктора Honoris causa Гамбургського університету.
Йому не присудили Нобелівську премію в галузі фізіології або медицини, хоча багато науковців вважали, що премію 1928 року, яку отримав тоді Шарль Ніколь за встановлення механізму передачі епідемічного висипного тифу через вошей, слід було розділити між ними двома, адже да Роше Ліма зробив не менше — виявив його збудника.
1938 року да Роше Ліма отримав від Гітлера спеціально створену для громадян ненімецьких національностей, які працювали в Німеччині, нагороду — титул Кавалера ордену Німецького орла. Припускають, що да Роше Ліма прийняв цю нагороду через своє розчарування відсутністю адекватного з його точки зору визнання у світовій медицині та науці.

### Останні роки
Мартін Фікер написав про нього в 1940 році: 
| Секрет його успіху: вдале поєднання мікробіології з патологічною анатомією, що призводить до їх найбільш важливих наукових досягнень, і які являють собою міцний фундамент великої роботи, яку виконав в області чистої і прикладної біологічної науки. |
1949 року у 70 років полишив свою директорську посаду в Інституті біології тварин, вийшовши на пенсію. Да Роше Ліма помер 12 квітня 1956 року в Сан-Пауло. На столику біля його ліжка лежала книга Ернеста Хемінгуея «Старий і море».
Студентську спілку (порт. Centro Acadêmico) медичного факультету Університету Ріберао Прето в Бразилії названо на його честь. Зображення да Роше Ліма є на поштовій марці Бразилії 1966 року.

## Основні наукові праці
- Beobachtungen bei Flecktyphusläusen. Archiv für Schiffs- und Tropenhygiene unter besonderer Berücksichtigung der Pathologie und Therapie, 1916, 20: 17-31.
- Zur Aetiologie des Fleckfiebers. Berliner klinische Wochenschrift, 1916, 53: 567—569.
- Rickettsia prowazeki, cause of typhus, was first isolated by da Rocha-Lima, who named it after Ricketts and Prowazek, both of whom died of the disease. Über die Ätiologie des Fleckfiebers. Berliner Klinik. Berlin, 1919, 29 Jahrgang, Heft 325.
- Methoden zur Untersuchung von Läusen als Infektionsträger. Hilda Sikora. Handbuch der biologische Arbeitsmethoden, Abteilung 12, T. 1. Berlin and Vienna, 1926. (разом з Гільдою Сікорою)
- Venerisches Granulom. Handbuch der Haut- und Geschlechtskrankheiten, volume 21, Berlin 1927. (разом з Мартіном Мейєром)
- Verruga peruviana. Oroyafieber. Handbuch der pathologischen Mikroorganismen. 3, Abteilung, Band 8, 2. Jena, Berlin and Vienna, 1930.
- Rickettsien. Handbuch der pathologischen Mikroorganismen. 3, Abteilung, Band 8, 2. Jena, Berlin and Vienna, 1930.
- Exotische Blastomykosen. Handbuch der Haut- und Geschlechtskrankheiten, Band 12, 1. Berlin, 1932.
- Rickettsia prowazeki- sua descoberta e caracterização constituindo um novo grupo de microrganismos. Revista Brasileira de Medicina, 1951, 8 (5): 311—320.